# 中華殉道聖人 (天主教)
中華殉道聖人（亦稱中華殉道諸聖）是指由教宗若望保祿二世分别在1996年6月2日宣圣的董文学司铎和在2000年10月1日（传教主保小德兰的瞻礼日）宣圣的赵荣司铎等120位在中國清朝至中華民國大陸時期因堅持信仰而致命被册封聖人者，共计121位：其中87位为中国人，34位为外籍传教士；有6位主教、24位神父、7位修士、1位辅理修士、7位修女和76位平信徒（包括望教友）。

## 历史及反应
1900年5月27日，教宗良十三世册封77位中国殉道者为真福，其中有9位中国人；1909年5月2日，教宗庇护十世册封34位中国殉道者为真福，其中有12位中国人；1946年11月24日，教宗庇护十二世册封29位中国殉道者为真福，其中有14位中国人；1955年4月17日，庇护十二世再次册封56位中国殉道者为真福，其中有52位中国人。
1972年8月9日，中華民國的天主教會台灣地區主教團全体会议决定将中国真福（包括殉道及非殉道者）在9月28日共同庆祝。天主教台湾地区主教团，特别是单国玺枢机，對中華諸聖封為聖人的推行不遺餘力。
2000年10月1日，适逢中華人民共和國國慶節，中華人民共和國政府對教宗若望保祿二世冊封聖人表示極度不滿，其中一位獲封聖的聖人馬賴神父，即聖馬賴，因「西林教案」被視為第二次鸦片战争的导火索。因此此次封聖，中華人民共和國政府认为被册封的人当中，有一些是帮助外国殖民者奴役中国人民的帮凶，有一些则本身品行低劣，并认为天主教会这样做是采用宗教的方法，试图干涉中国内政，篡改历史。教廷回应，这是中華人民共和國政府对历史的错误解释。。《文汇报》发表社论，指出“梵蒂冈『封圣』　要害是反华。…梵蒂冈想把过去在中国大地坏事做尽、骑在中国人民头上作威作福的坏蛋封为天主教『圣人』，是对中国主权、中国宗教自由和民族尊严的亵渎。”時任香港教區助理主教陳日君则发文支持封圣，评论道：「中共說有證據。除非可以在中立的﹑公開的法庭上對簿﹐這些所謂證據有什麼價值﹖他們不是曾「有證據地」說廣州某修院的修女們殺死了數百嬰孩﹑吃了他們的心臟﹖(其實是人們把垂死的嬰孩放在修院門口﹐他們死後修女就把他們安葬了。)⋯⋯又如果存在那些「滔天罪行」﹐為什麼在列真福品時﹐沒有人站出來指摘﹖」、“人民的眼睛是雪亮的。中国教友们知道谁是帝国主义侵略者，谁是中国人民的朋友。他们信任传教士，接受了他们所介绍的福音，信了耶稣，忠贞于他，不惜流血。他并质疑：反过来说，中共把义和团“封圣”，是否明智？中外的学者对这历史的复杂事件未必敢如此肯定。政府明明从意识形态的角度作了一个抉择！”。至此，中华人民共和国—梵蒂冈关系陷入新冰點。
2002年1月下旬，台灣眾主教到罗马述职。當他們拜会聖座禮儀及聖事部时，部长梅堤纳枢机告知中华殉道圣人的纪念日已订在每年的7月9日。中华教会可由主教团决议将此纪念日提升为节日，并可移至7月9日附近的主日举行。

## 天主教中華殉道諸聖名單

### 清順治五年（1648年）福建殉道聖人
- 聖劉方濟神父（Franciscus Fernández de Capillas, O.P.），道明會。

### 清乾隆十二年至十三年（1747年－1748年）福建殉道聖人
- 聖白多祿主教（Petrus Sans i Iordà, O.P.），道明會；
- 聖德方济神父（Franciscus Serrano Frias, O.P. (episcopus electus)），道明會；
- 聖华雅敬神父（Ioachimus Royo Pérez, O.P.），道明會；
- 聖费若望神父（Ioannes Alcober Figuera, O.P.），道明會；
- 聖施方济神父（Franciscus Diaz del Rincón, O.P.），道明會。

### 清嘉慶十九年至同治元年（1814年－1862年）川、黔、湘、鄂、桂殉道聖人
- 聖徐德新主教（Ioannes Gabriel Taurin Dufresse, M.E.P.），巴黎外方傳教會；
- 聖奥斯定趙榮神父（Augustinus Zhao Rong）；
- 聖藍月旺神父（Ioannes a Triora, O.F.M. (Franciscus Maria Lantrua)），方濟會；
- 聖若瑟袁在德神父（Iosephus Yuan Zaide）；
- 聖保禄劉翰佐神父（Paulus Liu Hanzuo）；
- 聖方济各劉格來神父（Franciscus Rógis Clet, C.M.），遣使會；
- 聖達陡劉瑞廷神父（Thaddaeus Liu Ruiting）；
- 聖奥斯定馬賴神父（Augustus Chapdelaine, M.E.P.），巴黎外方傳教會；
- 聖若望文乃爾神父（Ioannes Petrus Néel, M.E.P.），巴黎外方傳教會
- 聖董文學神父 （Ioannes Gabriel Perboyre, C.M.），遣使會；
- 聖若瑟張文瀾修士（Iosephus Zhang Wenlan）；
- 聖保禄陳昌品修士（Paulus Chen Changpin）；
- 聖伯多禄吳國盛傳道員（Petrus Wu Guosheng）；
- 聖若瑟張大鵬傳道員（Iosephus Zhang Dapeng）；
- 聖伯多禄劉文元傳道員（Petrus Liu Wenyuan）；
- 聖若亚敬郝開枝傳道員（Ioachimus Ho Kaizhi）；
- 聖热罗尼莫盧廷美傳道員（Hieronymus Lu Tingme）；
- 聖老楞佐王炳傳道員（Laurentius Wang Bing）；
- 聖瑪尔定吳學聖傳道員（Martinus Wu Xuesheng）；
- 聖若望張天申傳道員（Ioannes Zhang Tianshen）
- 聖若望陳顯恆傳道員（Ioannes Chen Xianheng）；
- 聖路济亚易貞美傳道員（Lucia Yi Zhenmei）；
- 聖老楞佐白小滿教友（Laurentius Bai Xiaoman）；
- 聖依搦斯曹桂英節婦（Agnes Cao Guiying）；
- 聖亚加大林昭貞女（Agatha Lin Zhao）；
- 聖洗者若翰羅廷蔭教友领袖（Ioannes Baptista Luo Tingyin）；
- 聖玛尔大王羅曼德節婦（Martha Wang Luo Mande）。

### 清光緒庚子年（1900年）晋、陝、湘、冀殉道聖人
- 聖艾士傑主教（Gregorius Grassi, O.F.M.），方濟會；
- 聖富格辣主教（Franciscus Fogolla, O.F.M.），方濟會；
- 聖安东尼范懷德主教（Antoninus Fantosati, O.F.M.），方濟會；
- 聖雷體仁神父（Elias Facchini, O.F.M.），方濟會；
- 聖德奧理神父（Theodoricus Balat, O.F.M.），方濟會；
- 聖若瑟安守仁神父（Iosephus Maria Gambaro, O.F.M.），方濟會；
- 聖董哲西神父（Caesidius Giacomoantonio, O.F.M.），方濟會；
- 聖任德芬神父（Leo Mangin, S.J.），耶穌會；
- 聖湯愛玲神父（Paulus Denn, S.J.），耶穌會；
- 聖趙席珍神父（Remigius Isoré, S.J.），耶穌會；
- 聖路懋德神父（Modestus Andlauer, S.J.），耶穌會；
- 聖奥比利郭西德神父（Albericus Crescitelli, P.I.M.E.），宗座外方傳教會；
- 聖安德肋安振德辅理修士（Andreas Bauer, O.F.M.），方濟會；
- 聖艾明納修女（Maria Ermellina a Iesu, F.M.M. (Irma Grivot)），瑪利亞方濟各傳教修會；
- 聖瑪利亞巴溪修女（Maria Pacis, F.M.M. (Maria Anna Giuliani)），瑪利亞方濟各傳教修會；
- 聖嘉納修女（Maria Clara, F.M.M. (Clelia Nanetti)），瑪利亞方濟各傳教修會；
- 聖若望瑪利亞那達理修女（Maria Sanctae Nataliae, F.M.M. (Ioanna Maria Kerguin)），瑪利亞方濟各傳教修會；
- 聖亚纳菊斯德修女（Maria Sancti Iusti, F.M.M. (Anna Moreau)），瑪利亞方濟各傳教修會；
- 聖亚纳雅都斐修女（Maria Adolfina, F.M.M. (Anna Dierk)），瑪利亞方濟各傳教修會；
- 聖保拉雅芒定修女（Maria Amandina, F.M.M. (Paula Jeuris)），瑪利亞方濟各傳教修會；
- 聖若望張煥修士（Ioannes Zhang Huan, T.O.F. vel O.F.S.），在俗方濟會；
- 聖董博第修士（Patricius Dong Badi, T.O.F.），在俗方濟會；
- 聖若望王銳修士（Ioannes Wang Rui, T.O.F.），在俗方濟會；
- 聖斐理伯張志和修士（Philippus Zhang Zhihe, T.O.F.），在俗方濟會；
- 聖若望張景光修士（Ioannes Zhang Jingguang, T.O.F.），在俗方濟會；
- 聖陳西滿传道员（Simon Chen Ximan, T.O.F），在俗方濟會；
- 聖若望武文印會長（Ioannes Wu Wenyin）；
- 聖多玛斯申計和（Thomas Shen Jihe, T.O.F.），在俗方濟會；
- 聖伯多禄武安邦传道员（Petrus Wu Anbang, T.O.F.），在俗方濟會；
- 聖方济各張榮（Franciscus Zhang Ron, T.O.F.），在俗方濟會；
- 聖玛弟亚馮德（Matthias Feng De, T.O.F），在俗方濟會；
- 聖伯多禄張板紐（Petrus Zhang Banniu, T.O.F.），在俗方濟會；
- 聖雅各伯閻國棟在俗方济会士（Iacobus Yan Guodong）；
- 聖雅各伯趙全信在俗方济会士（Iacobus Zhao Ouanxin）；
- 聖伯多禄王二滿在俗方济会士（Petrus Wang Erman）；
- 聖婦朱吳瑪麗（Maria Zhu Wu）；
- 聖伯多禄朱日新少年（Petrus Zhu Rixin）；
- 聖洗者若翰朱五瑞少年（Ioannes Baptista Zhu Wurui）。
- 聖瑪利亞傅桂林貞女（Maria Fu Guilin）；
- 聖婦崔連芭芮（Barbara Cui Lian）；
- 聖若瑟馬太順傳道員（Iosephus Ma Taishun）；
- 聖路濟亞王成少女（Lucia Wang Cheng）；
- 聖瑪利亞范坤少女（Maria Fan Kun）；
- 聖瑪利亞齐玉少女（Maria Chi Yu）；
- 聖瑪利亞鄭緒童女（Maria Zheng Xu）；
- 聖婦杜趙瑪麗（Maria Du Zhao）；
- 聖玛大肋纳杜鳳菊貞女（Magdalena Du Fengju）；
- 聖婦杜田瑪麗（Maria Du Tian）；
- 聖保祿吳安居教友（Paulus Wu Anjyu）；
- 聖洗者若翰吳滿堂少年（Ioannes Baptista Wu Mantang）；
- 聖保祿吳萬書少年（Paulus Wu Wanshu）；
- 聖赖孟多李全真教友領袖（Raimundus Li Quanzhen）；
- 聖伯多禄李全惠教友（Petrus Li Quanhui）；
- 聖伯多禄趙明振教友领袖（Petrus Zhao Mingzhen）；
- 聖洗者若翰趙明喜教友领袖（Ioannes Baptista Zhao Mingxi）；
- 聖德肋撒陳金婕貞女（Teresia Chen Jinjieh）；
- 聖罗撒陳愛婕貞女（Rosa Chen Aijie）；
- 聖伯多禄王佐隆教友領袖（Petrus Wang Zuolung）；
- 聖婦郭李瑪麗（Maria Guo Li）；
- 聖马尔谷冀天祥会长（Marcus Ji Tianxiang）；
- 聖婦安辛安納（Anna An Xin）；
- 聖婦安郭瑪麗（Maria An Guo）；
- 聖婦安焦安納（Anna An Jiao）；
- 聖瑪利亞安靈花贞女（Maria An Linghua）；
- 聖保祿劉進德会长（Paulus Liu Jinde）；
- 聖若瑟王奎聚教友領袖（Iosephus Wang Kuiju）；
- 聖若望王奎新教友領袖（Ioannes Wang Kuixin）；
- 聖婦張何德蘭（Teresia Zhang He）；
- 聖保祿郎福童男（Paulus Lang Fu）；
- 聖婦秦邊麗莎（Elisabetha Qin Bian）；
- 聖西滿秦春福童男（Simon Qin Chunfu）；
- 聖伯多禄劉子玉教友（Petrus Liu Ziyu）；
- 聖王安納貞女（Anna Wang）；
- 聖若瑟王玉梅会长（Iosephus Wang Yumei）；
- 聖婦王王璐琪（Lucia Wang Wang）；
- 聖安德肋王天慶童男（Andreas Wang Tianqing）；
- 聖婦王李瑪麗（Maria Wang Li）；
- 聖婦趙郭瑪麗（Maria Zhao Guo）；
- 聖趙洛莎貞女（Rosa Zhao）；
- 聖趙瑪麗貞女（Maria Zhao）；
- 聖若瑟袁庚寅教友（Iosephus Yuang Gengyin）；
- 聖保祿葛廷柱教友领袖（Paulus Ge Tingzhu）；
- 聖羅撒范惠貞女（Rosa Fan Hui）；
- 聖張懷祿血洗者（Zhan Huailu）；
- 聖婦郎楊氏血洗者（Lang Yang）；
- 聖郗柱子少年血洗者（Zi Zhuzi）。

### 民國十九年（1930年）廣東殉道聖人

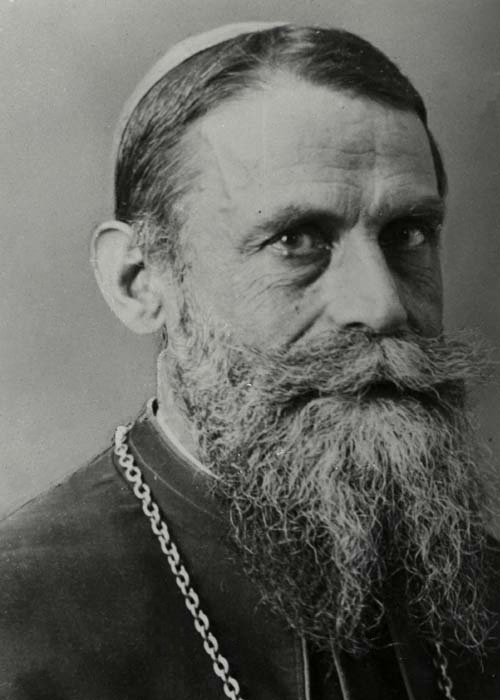
聖類斯·雷鳴道主教

1930年2月25日，雷鳴道主教與高惠黎神父乘船前往廣東連州傳教期間，遇上土匪索取500元過路費，並意圖帶走船上的女青年。二人保護女青年反抗失敗後被帶走，並在附近樹林中被槍殺。
- 聖類斯·雷鳴道主教（Aloisius Versiglia）：意大利籍鮑思高慈幼會，韶州宗座代牧
- 聖加里斯多‧高惠黎神父（Callistus Caravario）：意大利籍鮑思高慈幼會

## 以中华殉道诸圣为主保的教堂
- 天主教献县教区廊坊市第一总铎区霸州堂区徐柳祈祷所以“121位中华致命圣人”为本堂主保
- 天主教宁波教区宁波总铎区药行街堂区北仑祈祷所以“中华殉道诸圣”为主保
- 天主教宁波教区舟山总铎区定海堂区金塘圣董文学堂
- 天主教苏州教区太仓总铎区娄东中华诸圣堂
- 天主教多伦多总教区万锦市中华殉道圣人堂
- 天主教多伦多总教区多伦多圣曹桂英堂
- 天主教香港教区中华殉道诸圣及真福弥撒中心
- 天主教香港教区圣张大鹏小堂。
- 天主教台北总教区第六总铎区新北市板桥区中华殉道圣人朝圣堂
- 天主教高雄教区第二总铎区高雄市前镇区圣董文学堂
- 天主教高雄教區第六總鐸區屏東市聖劉方濟堂
- 天主教花莲教区台东市总铎区福建路中华殉教烈士堂
- 天主教台南教区中华殉道圣人堂

## 外部連結
- Cum Iesus宗座牧函（页面存档备份，存于）
- Quemadmodum vitis宗座牧函（页面存档备份，存于）
- 中華殉道諸聖
- 中華殉道聖徒一覽表（页面存档备份，存于）
- 中華殉道聖徒名單和殉道日期（页面存档备份，存于）
- 中國官方的反應（页面存档备份，存于）
- 天主教香港教區助理主教陳日君的回應（页面存档备份，存于）